# فريدريك نيستروم
فريدريك نيستروم (بالسويدية: Fredrik Nyström)‏ هو لاعب رماية وسياسي سويدي، ولد في 17 يوليو 1880 في السويد، وتوفي في 13 فبراير 1967 في السويد. انتخب سياسي محلي ‏.

## روابط خارجية
- فريدريك نيستروم على موقع اللجنة الأولمبية الدولية (الإنجليزية)
- فريدريك نيستروم على موقع أوليمبيديا (الإنجليزية)
- فريدريك نيستروم على موقع اللجنة الأولمبية السويدية (السويدية)